# Paulo Fernando Batista Guerra
Paulo Fernando Batista Guerra (Macapá, 11 de outubro de 1946) é um professor e político brasileiro que representou o Amapá no Congresso Nacional.

## Dados biográficos
Filho de João de Campos Guerra e Laurinda Batista Guerra. Graduado em Letras na Universidade Federal do Pará em 1971 e pós-graduado em Administração de Sistemas Educacionais pela Fundação Getúlio Vargas no Rio de Janeiro, foi professor da Universidade Federal do Pará, assessor administrativo e assessor de planejamento da Secretaria de Educação e Cultura e titular da pasta, além de governador interino do território do Amapá em diversas ocasiões. Filiado à ARENA foi eleito deputado federal em 1978 e após o retorno do pluripartidarismo ingressou no PDS sendo eleito presidente do diretório regional em 1980 e reeleito deputado federal pelo Amapá em 1982. Como parlamentar ausentou-se da votação da Emenda Dante de Oliveira e votou em Paulo Maluf no Colégio Eleitoral.
Filiou-se ao PMDB em 1985 disputando a reeleição em 1986, ficando na segunda suplência. Em 1990 foi eleito primeiro suplente do senador José Sarney e chegou a exercer o mandato sob convocação. Candidato a deputado estadual em 1998 e a primeiro suplente de senador na chapa de Gilvam Borges em 2014, não se elegeu em nenhum dos casos.